# تحالف أمن الحوسبة السحابية
تحالف أمن الحوسبة السحابية "The Cloud Security Alliance" هي منظمة غير ربحية تهدف إلى تشجيع استخدام أفضل الممارسات لضمان توفير الأمن داخل الحوسبة السحابية, و توفير التعليم على استخدام الحوسبة السحابية  للمساعدة في تأمين جميع أنواع الحوسبة السحابية الخاصة منها والعامة. و يقود التحالف ائتلاف واسع من العاملين في الصناعة والشركات و الجمعيات.
تأسست المنظمة في نوفمبر عام 2008 على هامش مؤتمر ISSA CISO في مدينة لاس فيجاس الأمريكية
يوجد لها فروع في عديد من الدول منها فرع المملكة العربية السعودية "CSA Saudi Chapter"

## روابط خارجية
موقع المنظمة على الإنترنت https://cloudsecurityalliance.org/
موقع مجتمع تحالف أمن الحوسبة السحابية السعودي https://csachapter.io/saudi-chapter